# Belgien i olympiska sommarspelen 1956
Belgien deltog med 54 deltagare vid de olympiska sommarspelen 1956 i Melbourne. Totalt vann de två silvermedaljer.

## Medaljer

### Silver
- André Nelis  - Segling.
- Joseph Mewis  - Brottning, fristil, fjädervikt.